# Universitat Complutense de Madrid
La Universitat Complutense de Madrid és una important universitat espanyola, localitzada en la Ciutat Universitària de Madrid. En el Rànquing de Xangai de 2021 estava classificada en el grup de la 201 a la 300 del mon i entre la 2a i la 4a d'Espanya.

## Història
Els orígens de la Universitat Complutense es troben a la Universitat Cisneriana d'Alcalá de Henares. Després de llanguir durant el segle xviii, mitjançant un reial ordre de la Reina Regent de 29 d'octubre de 1836 se'n va decretar el tancament. Els estudis de l'extinta Universitat d'Alcalá es van traslladar a Madrid, el que va servir per a la fundació de la Universitat Literària de Madrid, poc després Universitat Central i que, més d'un segle més tard des que va començar el seu funcionament, rebria el nom d'Universitat Complutense de Madrid. La Reial Ordre es va expedir després de la resolució del Claustre alcalaíno d'abandonar Alcalá i traslladar-se a Madrid, per aquest motiu la universitat madrilenya mantingui títols i privilegis de l'antiga institució alcalaína (que, d'altra banda, no va tornar a reobrir les seves portes com a tal fins a 1977).2019
L'Escola Oficial de Periodisme es creà el 1941. El 1967 s'implantà un nou pla d'estudis, i al finalitzar la primera promoció es va crear la Facultat de Ciències de la Informació, sense edifici propi. Les classes d'aquesta facultat es donaven a l'edifici de l'Escola de Cinematografia fins al 1972.
Baix l'empara de la Llei General d'Educació i Finançament de la Reforma Educativa (6 i 6 d'agost de 1970, BOE) i el Decret 2070/1971 del 13 d'agost, es creà la Facultat de Ciències de la Informació.
La Universitat Complutense de Madrid ha tingut un paper fonamental en el desenvolupament polític d'Espanya des de la seva fundació, en qualsevol nivell, tant parlamentari com ministerial, en totes les etapes del govern d'Espanya des del Segle de les Llums, i la seva situació va estar marcada especialment durant la Segona República i, després de la mort de Franco, durant la Transició Espanyola cap a la Democràcia.
La Universitat Complutense és la universitat amb major nombre d'alumnes presencials de tot Espanya (comptava, a la fi de 2003, amb més de 98.000 estudiants, encara que la UNED la supera en nombre total d'alumnes) i és la segona de tot Europa. És una de les universitats punteres en el panorama universitari espanyol (vegeu Rànquing d'universitats espanyoles).

## Facultats

### Informàtica
La Facultat d'Informàtica es va fundar en l'any 1991 amb el nom d'Escola Superior de Informàtica. Va ser l'abril de l'any 2000 quan va canviar el seu nom al actual Facultat d'Informàtica. Celebra la seua festivitat el 15 de Novembre en honor de Sant Albert el Gran. En març de 2003 va passar a tindre el seu nou edifici, l'actual, als extrarradis de la Ciutat Unversitària de Madrid, en el Campus de Moncloa.

## Antics cèlebres alumnes i mestres

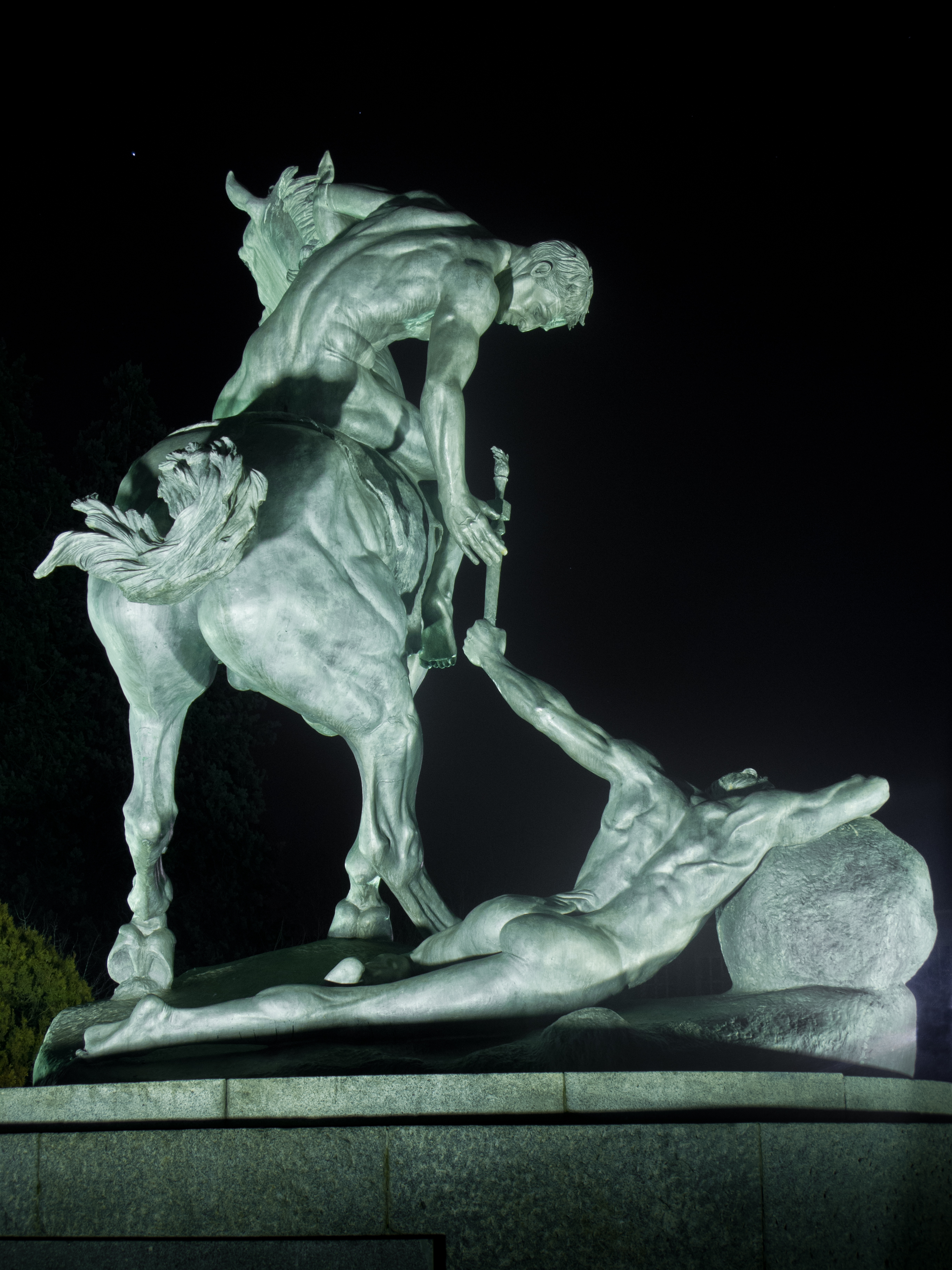
Els Portadors de la Torxa. Monument de Anna Hyatt Huntington. Plaza Ramón y Cajal. Universitat Complutense de Madrid.

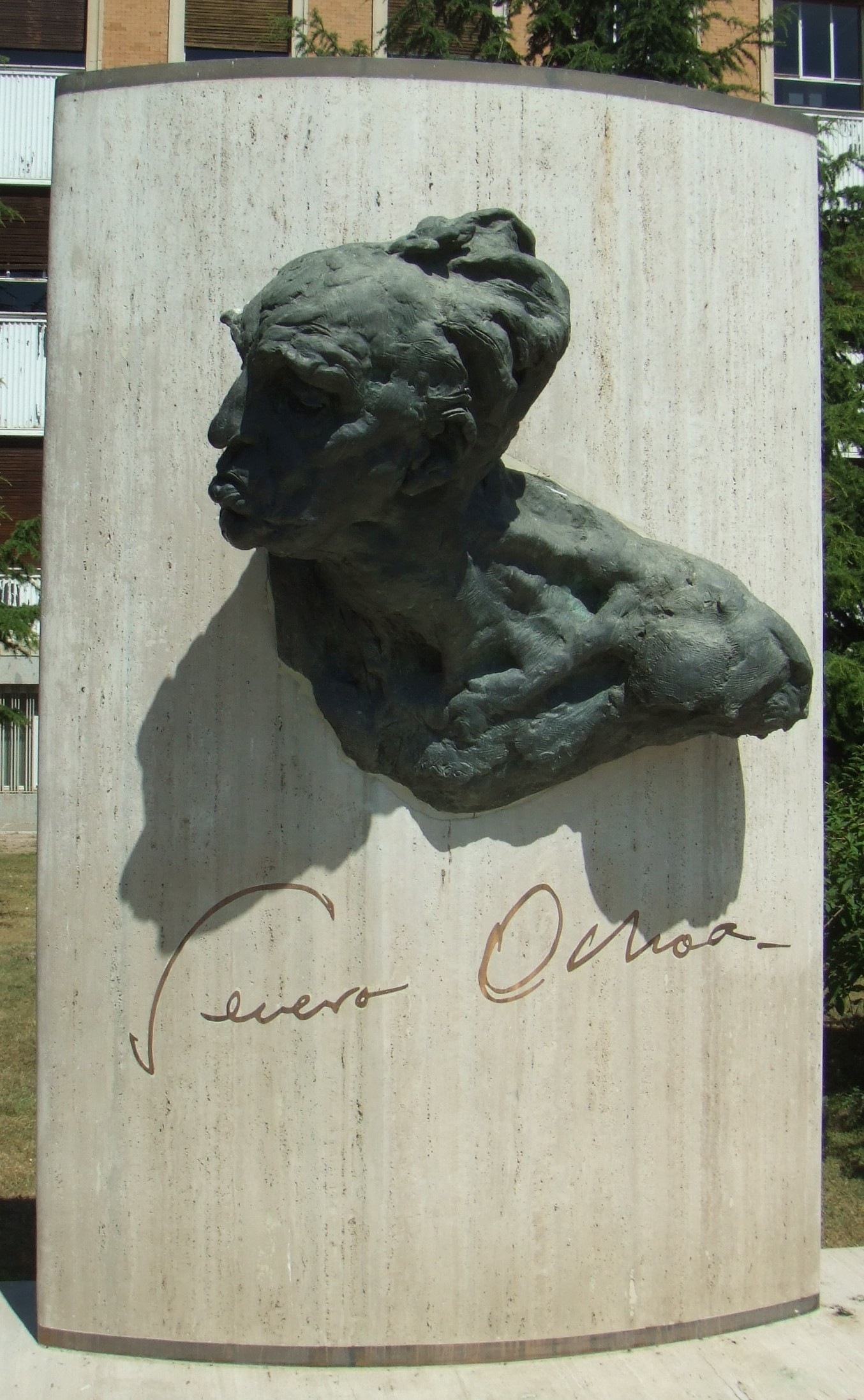
Severo Ochoa

### Filòlegs i Escriptors
- Miguel de Unamuno (1864-1936). Doctorat en Filosofia i Lletres.
- Ramón Menéndez Pidal (1869-1968). Catedràtic de Filologia Romànica. Erudit i literat de la Generació del 98
- Dámaso Alonso (1898-1990). Catedràtic de Filologia Romànica. Literat, crític literari i filòleg.
- José Luis Sampedro (1917-2013). Escriptor.
- Mario Vargas Llosa (* 1936). Escriptor peruà.
- Javier Marías (1951-2022) - Escriptor
- Vicente Cristóbal López. Catedràtic de Filologia Llatina en la UCM.
- Alberto Bernabé Pajares (Huelva, 1 de desembre de 1946-). Catedràtic de Filologia Grega en la UCM.

### Metges i Biòlegs
- Gregorio Marañón (1887-1960)
- Santiago Ramón y Cajal (1852-1934) - En 1906 rep el premi Nobel
- Bernardino Landete Aragó (1879 – 1968), pioner de l'estomatologia espanyola.
- Marcos Jiménez de l'Espasa - Biòleg i explorador

### Filòsofs i Teòlegs
- José Ortega y Gasset (1883–1955) - Filòsof, Sociòleg i Assagista (Professor de Metafísica 1910-1936)
- Fernando Savater (* 1947) - Filòsof
- Carlos Thiebaut (1949) - Filòsof i assagista

### Artistes
- Paloma Pedrero. Actriu, guionista i directora.
- Alejandro Amenábar (* 1972). Director de cinema.
- Ana Obregón (1955). Personatge del cor.

### Periodistes
- Letizia Ortiz Rocasolano (* 1972). Actual Reina d'Espanya i antiga presentadora en TVE.

### Polítics

#### Anteriors al segle XX
- Nicolás Salmerón (1838-1908). President de la Primera República.
- Emilio Castelar (1832-1899). Periodista, assagista i ministre durant la Primera República.
- José Rizal (1861-1896). Heroi nacional de les Filipines.

#### Segona República
- Manuel Azaña (1880-1940). President del Govern en diversos moments al llarg de la Segona República i President de la República.
- Juan Negrín (1892-1956). Últim president del Govern de la Segona República.
- Gregorio Marañón (1887-1960). Ministre durant la Segona República.
- Julián Besteiro (1870-1940). Polític socialista i diputat durant la Segona República.
- Clara Campoamor (1888-1972). Política feminista i diputada durant la Segona República.
- Victòria Kent (1898-1987). Assagista, política feminista i diputada durant la Segona República.
- Claudio Sánchez-Albornoz (1893-1984). Historiador i diputat durant la Segona República.
- Fernando de los Ríos Urruti (1879-1949). Polític socialista en la Segona República.

#### Transició i governs democràtics
- Juan Miguel Villar Mir (Empresari i polític)
- Adolfo Suárez (1932-2014). El primer president del Govern triat democràticament després de la dictadura franquista.
- Américo Castro (1885-1972). Polític.
- Alan García (1949-2019). Polític i president peruà
- Lourdes Flores. Política peruana.
- Loyola de Palacio (1950-2006) - Vicepresidenta de la Comissió Europea (1999-2004).
- José María Aznar. Antic President del Govern d'Espanya (1996-2004)
- Javier Solana. Representant de la Política Exterior i de Seguretat Comuna de la Unió Europea (1999-2009) i Secretari General de l'OTAN (1995-1999).
- Esperanza Aguirre. Antiga Presidenta de la Comunitat de Madrid.
- María Teresa Fernández de la Vega. Ex-Vicepresidenta del Govern Espanyol (2004).
- Pablo Iglesias Turrión. Ex-Vicepresident del Govern Espanyol (2019) i fundador de Podem.

### Altres
- Juan Luis Arsuaga, director del jaciment arqueològic de la serra d'Atapuerca.
- Sixto Ríos, catedràtic retirat de la UCM, cèlebre matemàtic i Pare de l'Estadística a Espanya, Premi Nacional d'Investigació Matemàtica, 1977.
- Miguel Pérez Capella, magistrat que durant 15 anys i dos mesos presidir l'Audiència Provincial de Girona. Va ser el primer president d'Audiència Provincial que va incorporar la informàtica a la tasca administrativa. També va normalitzar l'ús del català en els judicis i la presència de televisions i fotògrafs. Durant la seva presidència, l'Audiència gironina va ser la primera a ser custodiada pels Mossos d'Esquadra.
- Julián Pavón, autor del llibre China. ¿Parásito o dragón?.